# Merkur (auto)

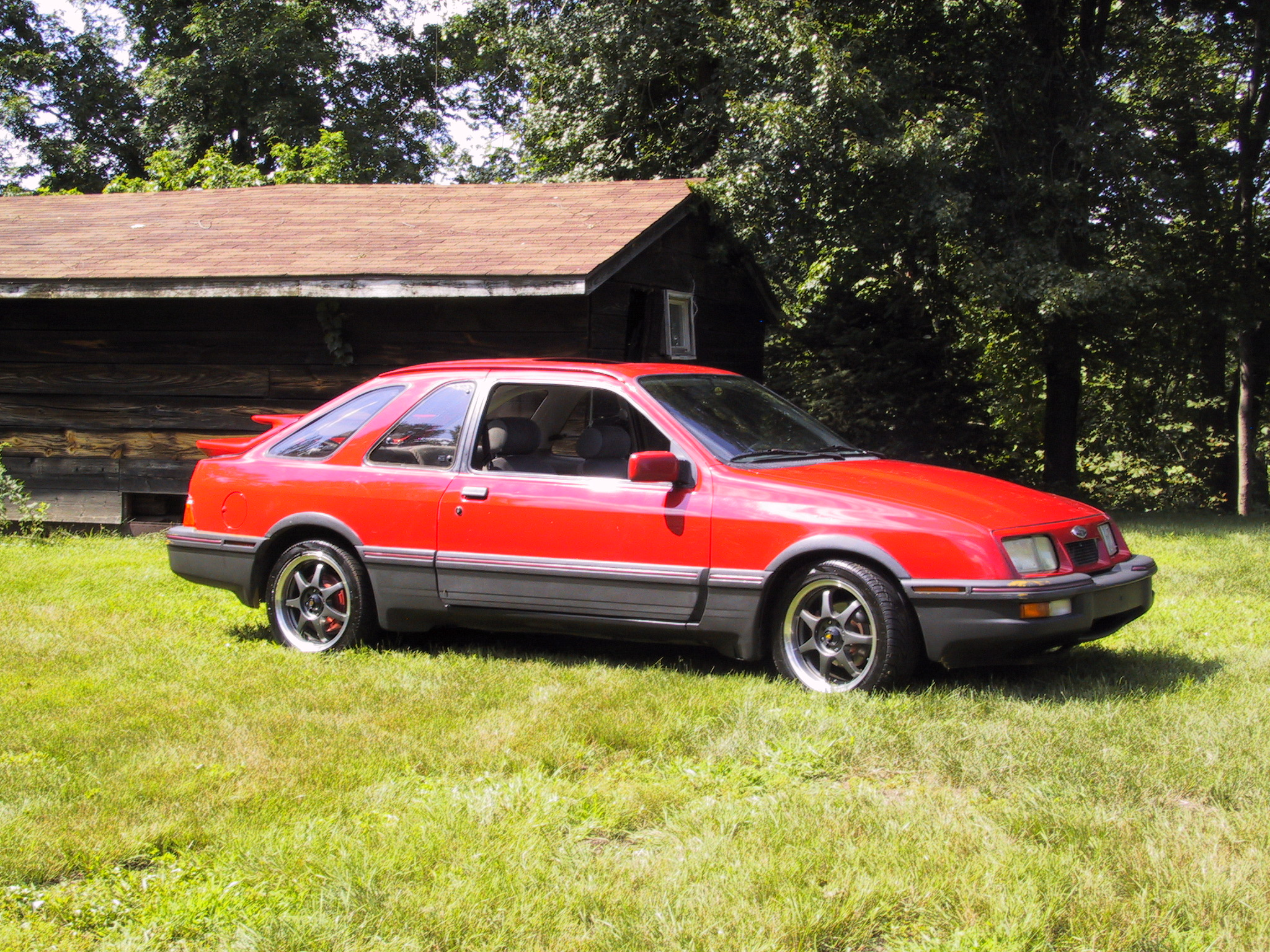
Merkur XR4Ti uit 1985.

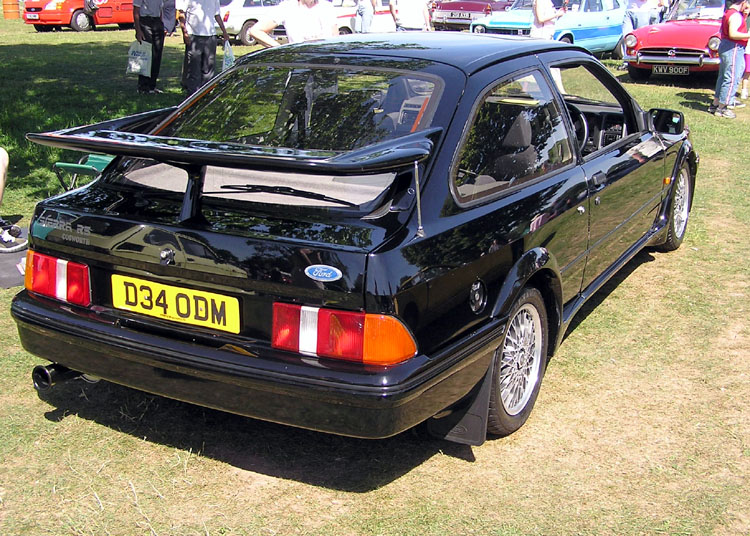
Ford Sierra RS Cosworth uit 1986, ter vergelijking.

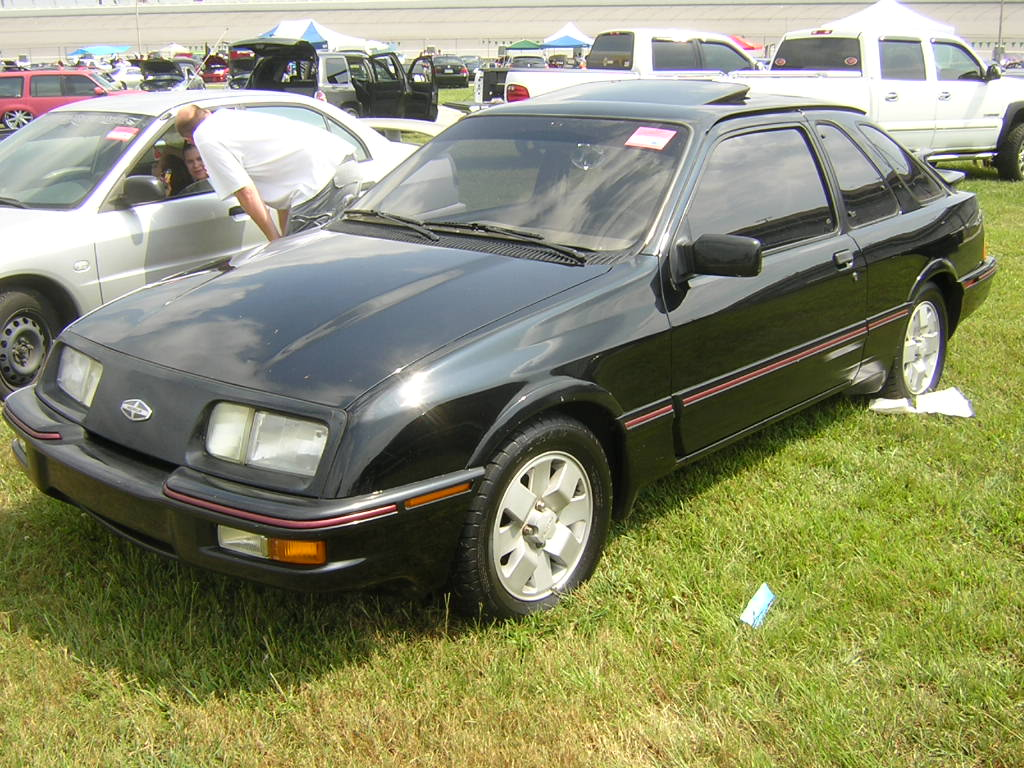
Merkur XR4Ti.

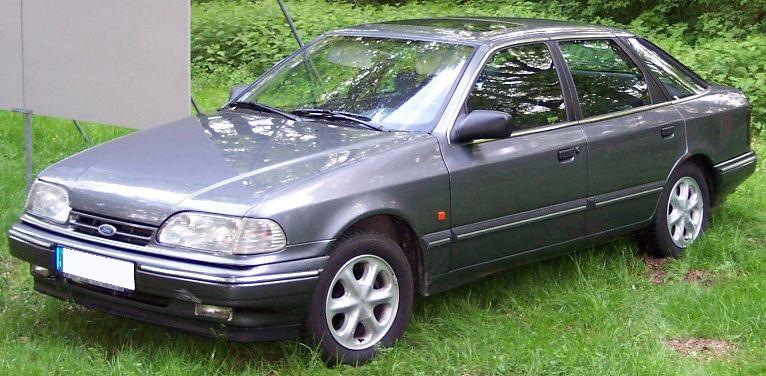
Ford Scorpio, nagenoeg identiek aan de Merkur Scorpio.

Merkur was een automerk van Ford Motor Company dat tussen 1985 en 1989 verkocht werd in de Verenigde Staten en Canada. In die periode bood het slechts twee modellen aan die beide van Ford Europa afkomstig waren. Merkur werd verdeeld via de Lincoln-Mercury dealers.

## Geschiedenis

### De Ford Sierra
Eind jaren 1970 begon bij Ford Europa de ontwikkeling van de Ford Sierra. Die moest de 20 jaar oude Cortina gaan vervangen. De oliecrises uit die periode hebben het ontwerp sterk beïnvloed. Er werd een koetswerk ontworpen dat veel aerodynamischer was dan de hoekige Cortina. De publieke reacties op de stijl waren verdeeld, desondanks was het in Engeland jarenlang het best verkochte model op de markt. De Ford Sierra werd in 1982 geïntroduceerd in drie verschillende versies en met 8 motoren. Het meest sportieve type kreeg de aanduiding XR4i en had een 2,8 l V6-motor. Hiervan werden iets meer dan 25 000 exemplaren gebouwd in Fords Belgische fabriek in Genk.

### De Merkur XR4Ti
Merkur was een poging van Ford om Europese modellen te verkopen in Noord-Amerika. Voorheen was dit reeds
met succes gedaan met de Ford Capri en de Ford Fiesta. De naam Merkur kwam van het Duitse woord merkur, wat Mercurius betekent. De auto's werden in Duitsland geassembleerd door Karmann. Het koetswerk werd aangeleverd door Ford Genk en de turbogeladen motor door Fords fabriek in Taubate (Brazilië). Ondanks de gelijkenis tussen de Ford Sierra en de Merkur XR4Ti hadden de twee meer dan 500 onderdelen die verschilden en Ford had $50 miljoen geïnvesteerd om het model aan de Amerikaanse markt aan te passen. Het merk Merkur en de XR4Ti werden in 1985 gelanceerd. De XR4Ti was meteen een dure auto die in het begin voor $16.503 in de catalogus stond.

### De Merkur Scorpio
Voor 1988 gaf Ford Merkur een tweede model naast de XR4Ti, die overigens onder de verwachtingen presteerde. De Merkur Scorpio was wel zo goed als dezelfde auto als de Ford Scorpio en hij kreeg dan ook dezelfde naam. De Merkur Scorpio werd in mei 1987 geïntroduceerd in het hogere marktsegement waar hij de concurrentie aanging met onder meer de Mercedes-Benz 190E. Om de verkoop te ondersteunen werd het Guaranteed Resale Value Program in het leven geroepen. Daarbij werd de herverkoopwaarde gelinkt aan die van de 190E.

### Het einde
Beide Ford-modellen waren zeer succesvol in Europa terwijl de Merkur-equivalenten faalden in Noord-Amerika. Daarvoor worden verschillende oorzaken opgegeven:
- De moeilijke naam. Merkur is een Duits woord en moest volgens de marketeers ook met de Duitse uitspraak gebruikt worden; nl. als maarkoor. In de eerste televisiespots werd de naam al verkeerd uitgesproken.
- Merkur werd verkocht via Fords Lincoln-Mercury-dealernetwerk. De verkopers aldaar waren Amerikaanse Town Cars gewend en geen Duitse sportievelingen.
- De stijl van de modellen was nogal radicaal voor Amerika. Zelfs in Europa deed die in het begin wenkbrauwen fronsen. Toch werden de Fords in Europa bestsellers terwijl de Merkurs in Amerika faalden.

Uiteindelijk annuleerde Ford in 1989 het hele Merkur-project. Eerst werd de XR4Ti geschrapt en enkele maanden later ook de Scorpio. Ook plannen om nog andere Europese modellen toe te voegen aan het gamma gingen hiermee de kast in.

## Modellen
- 1985-1989: Merkur XR4Ti
- 1988-1989: Merkur Scorpio

## Verkoopcijfers
| Jaar    | # XR4Ti | # Scorpio | # Totaal |
| ------- | ------- | --------- | -------- |
| 1985    | 12.400  | -         | 12.400   |
| 1986    | 13.559  | -         | 13.559   |
| 1987    | 7.352   | -         | 7.352    |
| 1988    | 6.283   | 16.093    | 22.376   |
| 1989    | 2.870   | 5.917 *   | 8.787    |
| Totaal: | 42.464  | 22.010    | 64.474   |

(*) Verkopen van 1990 inbegrepen.